# QJG-02
QJG-02 (??, пиньинь Qiāng Jīqiāng Gāoshè, палл. Цян Цзицян Гаошэ, буквально: «Зенитный пулемёт») — китайский крупнокалиберный пулемёт. Был создан для замены Тип 58 (копия советского КПВ). Принят на вооружение в 2002 году. Экспортная версия обозначается как QJG-02G и размещена на колёсном станке.

## Описание
QJG-02 предназначен для зенитной стрельбы и в качестве оружия поддержки пехоты. Автоматика работает на отводе пороховых газов из канала ствола и поворотном затворе. Ствол быстросъёмный с воздушным охлаждением. Боепитание осуществляется через металлическую пулемётную ленту ёмкостью 50 патронов. Основным станком является тренога кругового обстрела с сиденьем для стрелка и оптическим прицелом крепящимся на параллелограмный кронштейн. Сиденье вращается вместе с пулемётом. Пулемёт создан под тот же патрон, что и КПВ и может использовать всю номенклатуру патрона 14,5×114 мм. Станок и пулемёт могут легко разбираться на 5 частей, примерно по 20 кг на человека, и транспортироваться пешим отрядом без помощи техники.

## Операторы
- Китай;[2]